# 飽和攻擊
飽和攻擊是一種軍事用語，來自美苏冷戰时期，研究使用反舰导弹打击美国海军航母战斗群时的一种战术。為應對方陣快砲之類防禦性武器的問世，攻方必須采用大密度、连续攻击的突防方式，同时在短时间内从空中、水面和水下不同方向，不同层次向同一个目标瞬間发射超出其防禦攔截能力的导弹。
日後引申到海戰以外的領域，甚至包含對一個國家的攻擊，其實更早期二戰中陸戰領域的閃擊戰已經隱含有飽和攻擊概念，在瞬間一點上使防禦方超過負荷而被突穿，從而引起全面崩潰。
利用饱和攻击战术可以使武器系统作战效率得到极大提高；但是需要足够的火力發射平台、充足的武器备弹，並具备多武器系统之间的聯合指挥机制和系统，甚至包括多军种协调指挥能力。

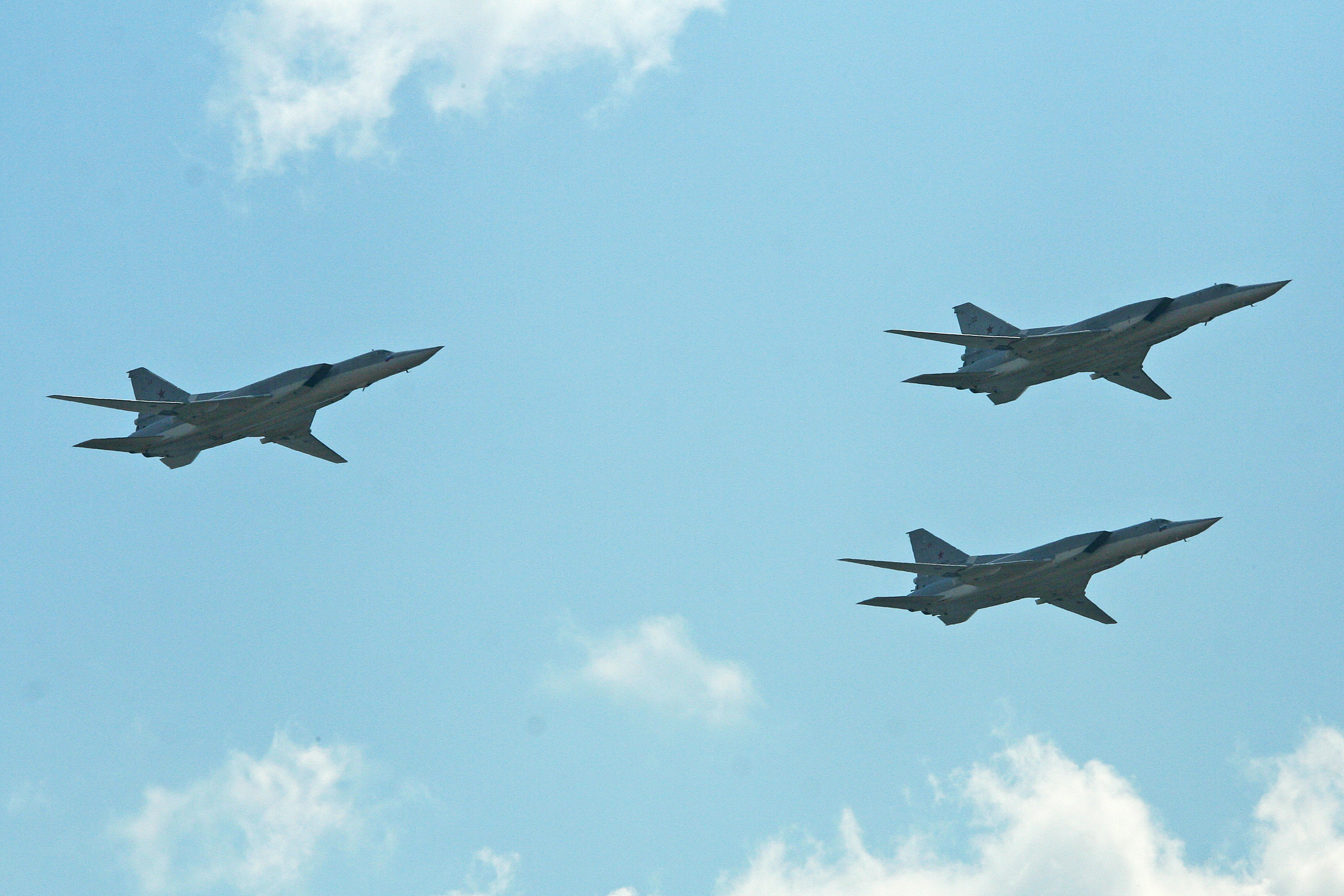
Tu-22M戰略轟炸機「逆火」
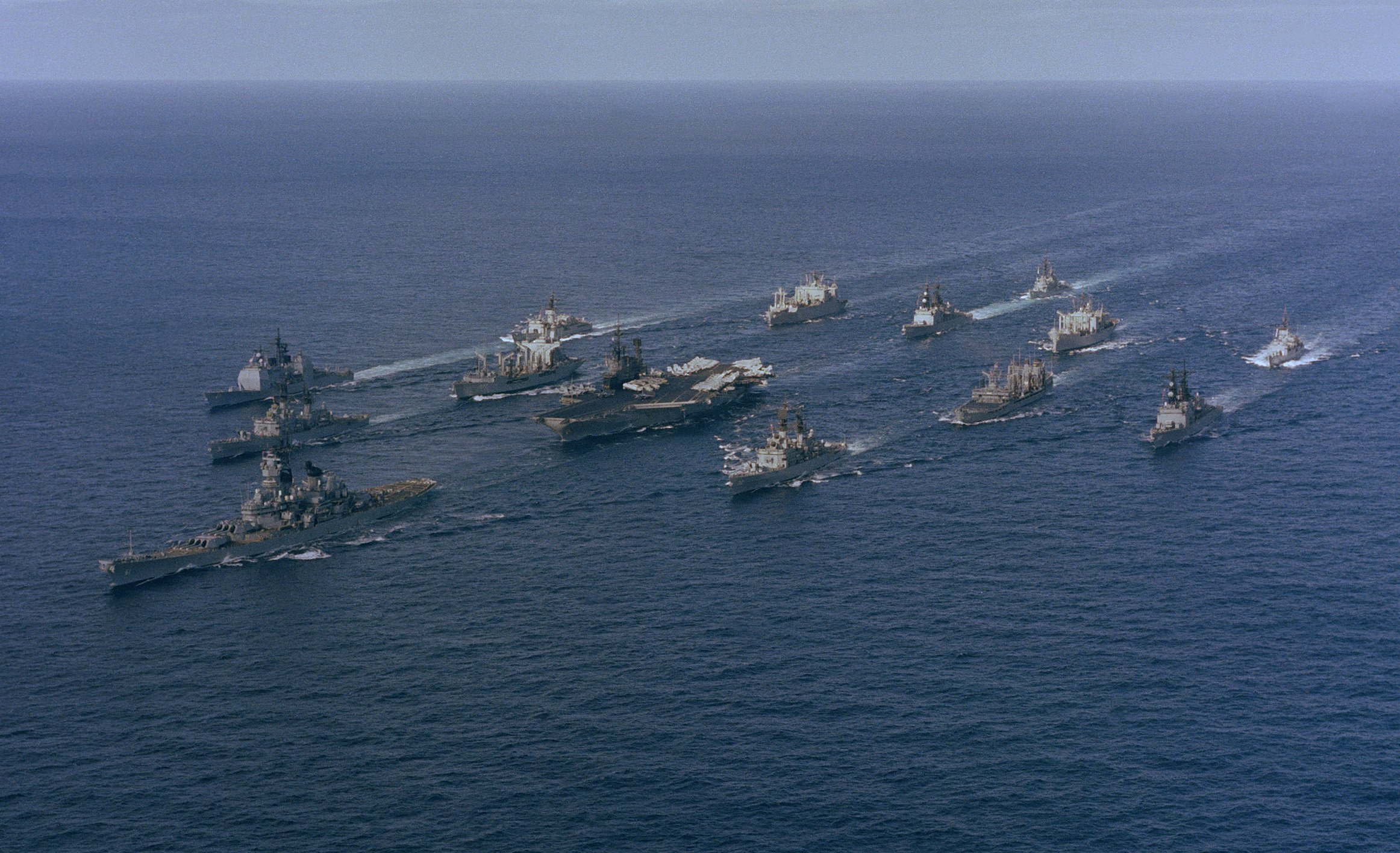
航空母艦戰鬥群